# Black Creek (Nueva York)
Black Creek es un área no incorporada (o conocidas como aldea) ubicada en el condado de Allegany en el estado estadounidense de Nueva York. Black Creek se encuentra ubicada dentro del pueblo de New Hudson.

## Geografía
Black Creek se encuentra ubicada en las coordenadas 42°16′32″N 78°13′35″O / 42.27556, -78.22639.